# Marquesado de Claramonte de Arteta
El marquesado de Claramonte de Arteta es un título nobiliario español de carácter hereditario que fue concedido por el rey Felipe V, el 21 de diciembre de 1704, a favor de Gaspar de Beaumont y Navarra, caballero de la Orden de Calatrava.

## Marqueses de Claramonte de Arteta
|                       | Titular                                   | Periodo               |
| Creación por Felipe V | Creación por Felipe V                     | Creación por Felipe V |
| --------------------- | ----------------------------------------- | --------------------- |
| I                     | Gaspar de Beaumont y Navarra              | 1704-1722             |
| II                    | Antonio de Tapia y Beaumont-Navarra       | 1722-1731             |
| III                   | Fernando José de Tapia y Beaumont-Navarra | 1731-1733             |
| IV                    | José Enrique de Tapia y Beaumont-Navarra  | 1734-1756             |
| V                     | Manuel de Guzmán y Bonel                  | 1756-¿?               |
| VI                    | María de Guzmán y Arriaga                 | ¿?-1774               |
| VII                   | Alfonso de Valderrábano y Guzmán          | 1774-1825             |
| VIII                  | Alfonso de Balderrábano y Balderrábano    | 1825-1859             |
| IX                    | Manuel de Balderrábano y O'Donnell        | 1859-1894             |
| X                     | Alfonso de Balderrábano y Dusmet          | 1894-1939             |
| XI                    | Manuel Balderrábano y Abaroa              | 1939/1950-1972        |
| XII                   | Alfonso Balderrábano y Suárez-Inclán      | 1974-actual titular   |

## Historia de los marqueses de Claramonte de Arteta
- Gaspar de Beaumont y Navarra (baut. Iglesia de San Sebastián, Madrid, 8 de octubre de 1660-1721),[2] I marqués de Claramonte de Arteta, III vizconde de Mendinueta y caballero de la Orden de Calatrava.[1] Era hijo de Luis Alfonso de Beaumont y Navarra, y de María Antonia de Prado Mármol y Castilla.[3]

Casó en primeras nupcias el 5 de septiembre de 1680 con María Tomasa Gil de Alfaro, de quien no hubo descendencia, y en segundas, en 1700, en Madrid, con María Teresa de Solís Mercader con quien tuvo una hija que falleció a los dos años de edad. Le sucedió su sobrino, hijo de su hermana Feliciana de Beaumont y Navarra y de su esposo Antonio José de Tapia Porres y Monroy, IX señor de Castellanos y caballero de la Orden de Alcántara.
- Antonio de Tapia y Beaumont-Navarra (baut. Iglesia de San Pablo, Segovia, 20 de marzo de 1682-Madrid, 2 de enero de 1731),[5] II marqués de Claramonte de Arteta.[5]

Sin descendencia, le sucedió su hermano:
- Fernando José de Tapia y Beaumont-Navarra (Segovia, 1685-Madrid, 19 de noviembre de 1733), III marqués de Claramonte de Arteta.[5]

Casó el 26 de julio de 1733, en Cáceres, con Leonor María de Aponte y Topete.  Sin descendencia, sucedió su hermano:
- José Enrique de Tapia y Beaumont-Navarra (Segovia, 25 de julio de 1687-1 de marzo de 1756), IV marqués de Claramonte de Arteta, caballero-frey y embajador de la Orden de San Juan de Jerusalén.[5]

Sucedió su sobrino, hijo de Antonio de Guzmán y Beaumont-Navarra  y María Bonel de Prado:
- Manuel de Guzmán y Bonel, V marqués de Claramonte de Arteta[5] y señor de Palacios de Riopisuerga.

Casó con María de Arriaga. Sucedió su hija:
- María de Guzmán y Arriaga (m. 19 de febrero de 1774), VI marquesa de Claramonte de Arteta y señora de Palacios de Riopisuerga.[5]

Casó el 30 de junio de 1743 con Antonio de Balderrábano y Barba (m. 1780). Sucedió su hijo:
- Alfonso de Valderrábano y Guzmán (Zaragoza, 25 de octubre de 1751-14 de marzo de 1825), VII marqués de Claramonte de Arteta.[5]

Casó el 27 de septiembre de 1781, con María Josefa de Balderrábano y Abajo. Sucedió su hijo:
- Alfonso de Balderrábano y Balderrábano (1 de agosto de 1785-Madrid, 6 de julio de 1859), VIII marqués de Claramonte de Arteta.[5]

Casó el 20 de junio de 1829, en Valladolid, con Manuela O'Donnell Clavería, II condesa de La Bisbal.
- Manuel de Balderrábano y O'Donnell (Valladolid, 17 de agosto de 1831-Madrid, 31 de octubre de 1894), IX marqués de Claramonte de Arteta y caballero de la Orden de Santiago.[6]

Casó con María del Carmen Dusmet y Rolando: Sucedió su hijo:
- Alfonso de Balderrábano y Dusmet (Madrid, 8 de mayo de 1869-Madrid, 21 de junio de 1939), X marqués de Claramonte de Arteta.[6]

Caso, en 1900, con Margarita de Abaroa y López de Calle (m. 1953). Sucedió su hijo:
- Manuel Balderrábano y Abaroa (m. Madrid, 12 de julio de 1972[7]), XI marqués de Claramonte de Arteta[6][8] y V conde de La Bisbal.

Casó el 4 de enero de 1932, en Madrid, con María del Carmen Suárez-Inclán y Aguilera. Sucedió su hijo el 24 de septiembre de 1975:
- Alfonso Balderrábano y Suárez-Inclán (n. Madrid, 25 de diciembre de 1942), XII marqués de Claramonte de Arteta,[9] ingeniero de Caminos, Canales y Puertos.[3]

Casó con María del Pilar López de Tejada y Ochoa (n. Madrid, 1944)